# Polyphyllia talpina
Polyphyllia talpina (Поліфілія кротоподібна) — вид коралових поліпів родини Fungiidae.

## Поширення
Вид поширений у тропічних та субтропічних водах Індійського океану та на заході Тихого океану на глибині до 30 м.

## Опис
Колонія подовгуватої форми сірого, зеленкуватого або кремового забарвлення, до 53 см завдовжки. Ці корали живуть у симбіозі з одноклітинними водоростями- зооксантелами.